# Canal Street (Canal+)
Pour les articles homonymes, voir Canal Street.
Canal Street est le site des cultures urbaines de Canal+, la chaîne de télévision généraliste française privée à péage, axée sur le cinéma et le sport.

## Contenu éditorial
Canal Street est un site généraliste dédié aux cultures urbaines axé autour des thématiques de musique, danse, humour, arts, sports, tendances  et  société.

On retrouve sur le site des vidéos enregistrées, des vidéos d'événements en direct ainsi que des articles sur l’actualité des cultures urbaines. 

### Programmes
- FAT
- Sébastien-Abdelhamid Superstore
- Yuno Ouadamsay
- RTT
- Bandes de filles
- CS Session Live
- Mark The Ugly
- Urban Backstage
- Smells Like Hip Hop
- Street Legends

### Évènements en direct
Concerts : Booba à Bercy, Selah Sue au Zénith de Lille, Youssoupha à L’Olympia, Orelsan au Zénith, Oxmo Puccino au Zénith, Soprano à L’Olympia

Danse : Juste Debout à Bercy en 2010, 2011, 2012 et 2013. Battle Of The Year à Montpellier en 2011 et 2012

## Animateurs
- Raphäl Yem
- Sébastien-Abdelhamid Godelu
- Hayley Edmonds
- Sheyen Gamboa
- Mark The Ugly